# Sutra del Loto: I capitolo

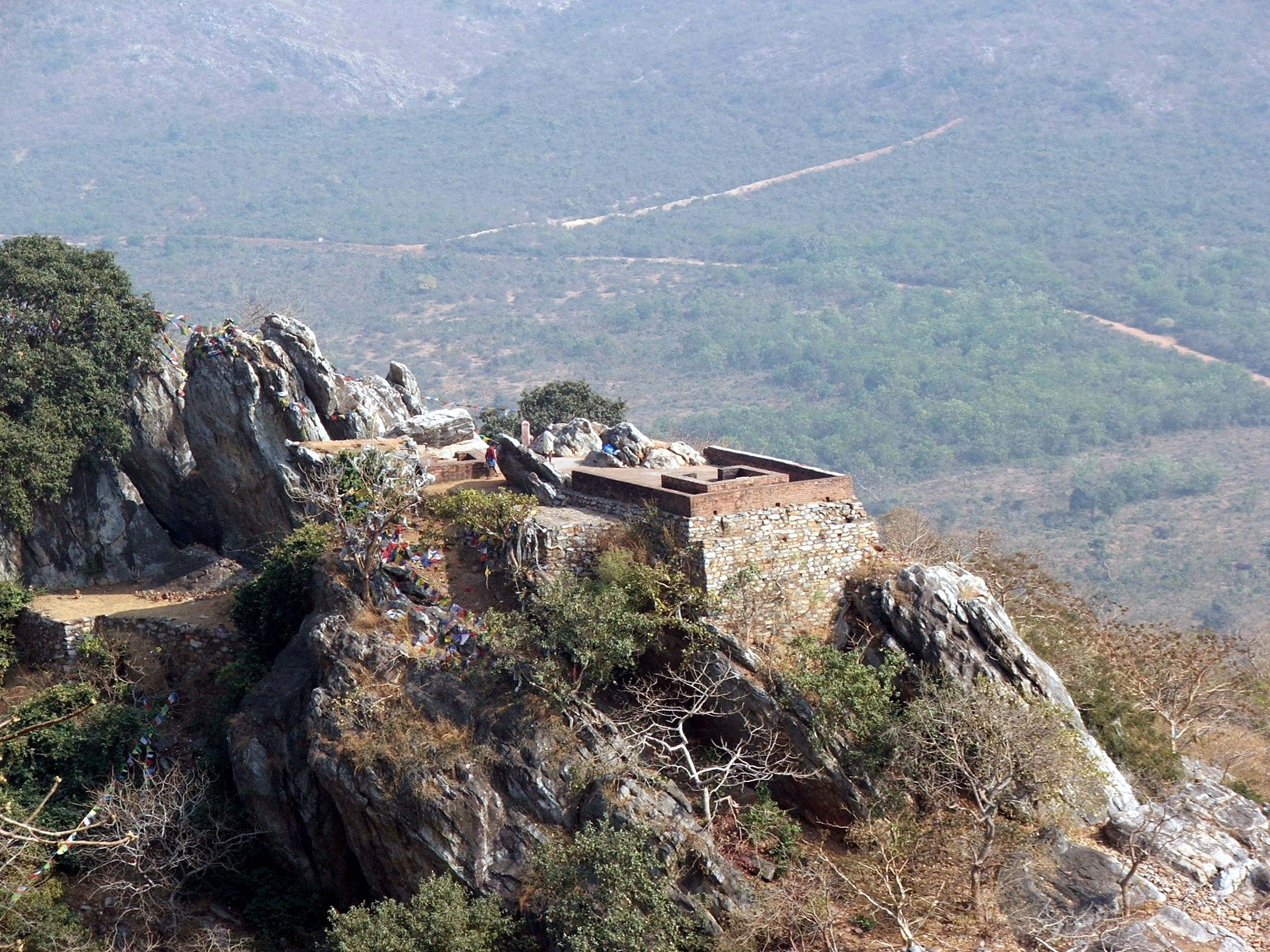
Il Picco dell'avvoltoio (Gṛdhrakūṭa, situato nei pressi di Rajgir, oggi nello Bihar in India) dove secondo la tradizione il Buddha Śākyamuni espose il Sutra del Loto.

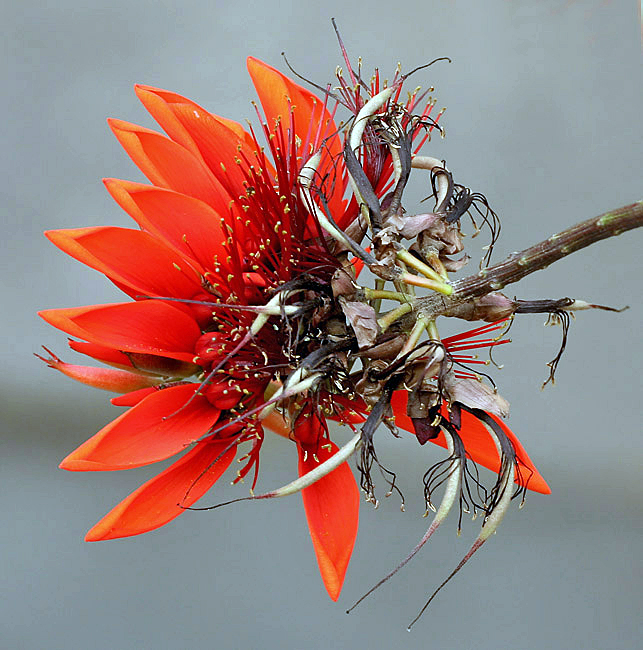
L'Erythrina indica conosciuta in India come māndārava, un tipo di fiori che inondò l'assemblea di Gṛdhrakūṭa quando il Buddha Śākyamuni entrò nel profondo samadhi.

Il primo capitolo del Sutra del Loto si avvia con un prologo che descrive un'assemblea dei monaci riuniti sul Gṛdhrakūṭaparvata (Picco dell'avvoltoio, montagna esistente in India situata nei pressi di Rajgir, nello stato indiano del Bihar), dove, secondo il Buddhismo Mahāyāna, il Buddha Śākyamuni avviò gli insegnamenti dei Prajñāpāramitā Sūtra. Il prologo inizia con la dichiarazione "Così ho udito" (sanscrito: एवं मया श्रुतम् Evam mayā śrutam), propria dei sutra la cui esposizione si attribuisce tradizionalmente al Buddha Śākyamuni.
Il Buddha ha appena terminato di esporre  il Sutra dell'Infinito Significato (sanscrito: Anuttarâśraya-sūtra, pinyin: Wúliángyì jīng, T.D. 276, 9.383b-389b) al termine del quale entra in un profondo samādhi e l'intera assemblea viene inondata di fiori di māndārava, di grandi māndārava, di mañjūṣaka e di grandi mañjūṣaka.
A questo punto dalle sopracciglia del Buddha si sprigiona una luce (la ūrṇā-keśa, uno dei Trentadue segni maggiori di un Buddha) che illumina i diciottomila mondi ad Oriente, raggiungendo i territori celestiali come gli inferi. Questo consente, ai monaci e agli altri esseri convenuti all'assemblea di Gṛdhrakūṭa, di vedere i Buddha e gli esseri di quei mondi attivarsi in azioni religiose.
Il bodhisattva Maitreya (il Buono) domanda al bodhisattva Mañjuśrī (Bellezza amabile) il significato di quella visione, Mañjuśrī gli risponde che ritiene che il Buddha stia per esporre la Grande dottrina (il Dharma più profondo). Mañjuśrī è in grado di rispondere alla domanda di Maitreya in quanto aveva già assistito, in un lontano passato, ad un avvenimento analogo quando era al cospetto del Buddha Candrasūryapradīpa (Splendore della Luna e del Sole) il quale prima agli śrāvaka aveva insegnato le "Quattro nobili verità" (catvāri-ārya-satyāni), ai pratyekabuddha la "coproduzione condizionata" (pratītyasamutpāda) e ai bodhisattva le sei "perfezioni" (pāramitā). Dopo di ciò era entrato anche lui nel profondo samādhi per poi illuminare i diciottomila mondi ad Oriente con la ūrṇā e predicare la Grande dottrina e infine entrare nel parinirvāṇa.
Mañjuśrī ricorda anche di essere stato, a quel tempo il bodhisattva Varaprabha (Luce Meravigliosa), e ricorda anche che Maitreya era invece un discepolo chiamato Yaśaksāma (Cercatore di fama), indolente e incapace di capire gli insegnamenti ma che, grazie alle continue azioni religiose, aveva potuto realizzare lo stato di bodhisattva e presto avrebbe realizzato anche quello di buddha, il Buddha Maitreya.